# Sentimental Journey
Sentimental Journey es el primer álbum de estudio del músico británico Ringo Starr, lanzado al mercado por Apple Records el 27 de marzo de 1970.
Grabado y publicado durante los últimos años de existencia de The Beatles, Sentimental Journey incluye clásicos de jazz de la década de 1930 versionados por Ringo y arreglados por diferentes amigos del músico. Con su publicación, Ringo se convirtió en el tercer beatle en debutar como artista en solitario de forma paralela a su trabajo dentro del grupo, tras George Harrison con la banda sonora de Wonderwall Music y John Lennon con varios discos de avant-garde como Two Virgins y Life With the Lions. McCartney, el primer álbum de Paul, fue publicado tres semanas después de Sentimental Journey.
Tras su publicación, el álbum recibió reseñas imparciales o positivas, aunque muchos críticos encontraron extraña la idea de Ringo de grabar viejos clásicos de jazz teniendo presente su bagaje musical. A pesar de las reseñas y de la decisión de no publicar un sencillo para promocionar el álbum, Sentimental Journey alcanzó el puesto 7 en la lista británica UK Albums Chart y el puesto 22 en la lista estadounidense Billboard 200, con ventas superiores al medio millón de copias en el país.

## Trasfondo
Antes de la ruptura oficial de The Beatles en abril de 1970, Ringo había manifestado a la prensa musical su interés por grabar un álbum en solitario. El propio músico comentó al respecto en una entrevista concedida en 1990:

«Me pregunté: «¿Qué haré con mi vida ahora que esto se acabó?». Crecí con todas esas canciones, mi familia solía cantarlas, mi madre y mi padre, mis tíos y mis tías. Fueron mi primera influencia musical. De modo que fui a ver a George Martin y le dije: «Hagamos un disco de clásicos, y para hacerlo interesante tendremos arreglos musicales de distintas personas».

A pesar de mantener su trabajo habitual dentro de The Beatles y participar en los dos últimos proyectos del grupo, Let It Be y Abbey Road, Ringo siguió la práctica comenzada por George Harrison en 1968 con la publicación de Wonderwall Music, aprovechando la formación de la discográfica Apple Records y los estudios de Savile Row para grabar y experimentar con nuevos proyectos. De este modo, compaginó su trabajo como batería de The Beatles y varios proyectos en solitario, como su primera incursión cinematográfica en la parodia de Peter Sellers The Magic Christian en 1969.
Además de Harrison y Starr, John Lennon había aprovechado los nuevos recursos técnicos y empresariales de The Beatles para grabar varios álbumes experimentales con su mujer Yoko Ono, tales como Two Virgins y Life With the Lions, así como para formar una banda paralela a The Beatles, llamada Plastic Ono Band. El único de los cuatro Beatles en retrasar su carrera en solitario fue Paul McCartney, que centró su actividad en proyectos musicales de The Beatles como Let It Be y publicó su álbum debut, McCartney, unos días después de la separación oficial del grupo.

## Grabación

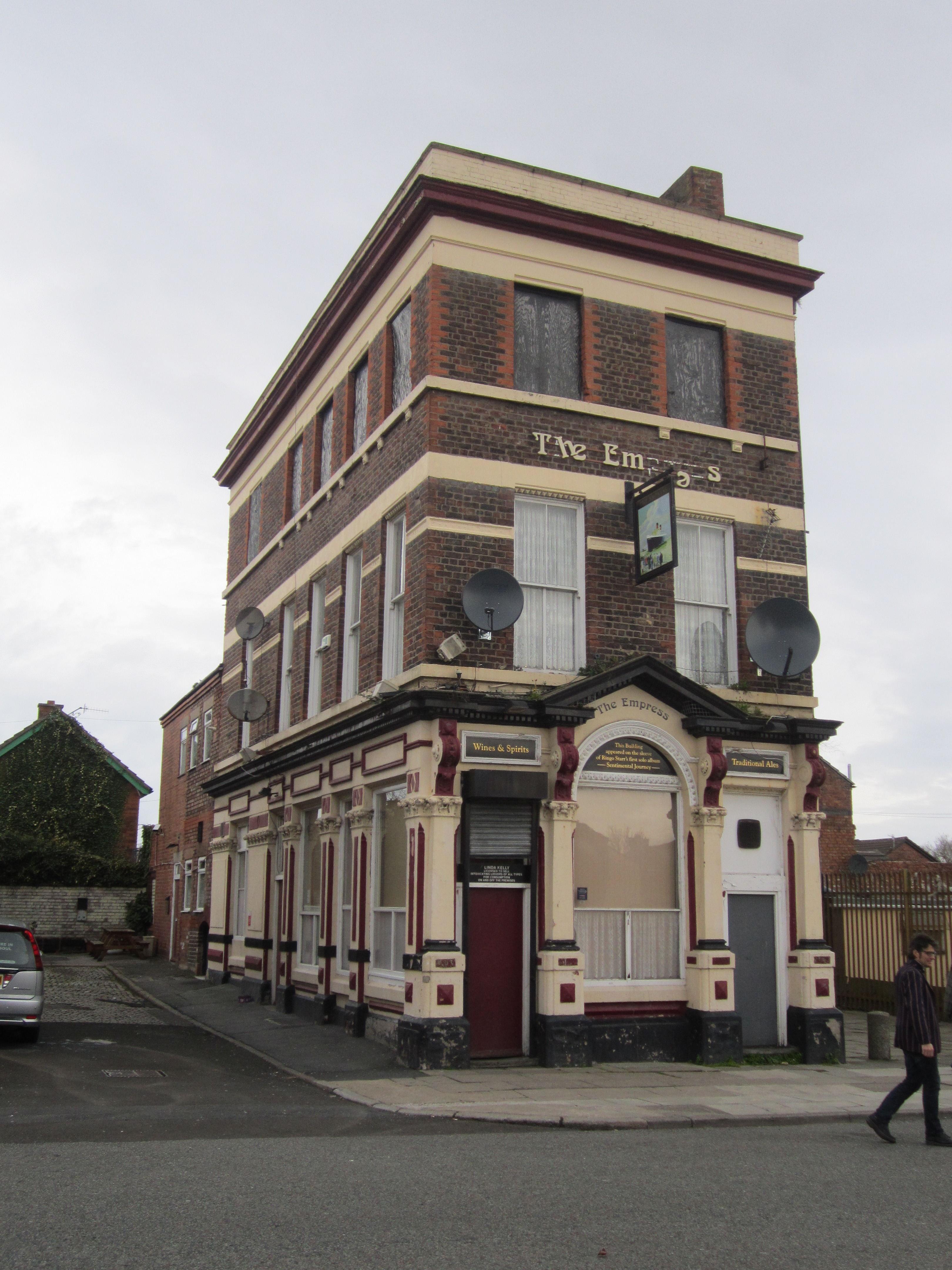
La fachada de The Empress Pub de Liverpool, usada como portada de Sentimental Journey.

Tras seleccionar varias canciones con la ayuda de su familia, las sesiones de grabación de Sentimental Journey comenzaron en octubre de 1969. Cada canción fue arreglada por diferentes músicos, entre los que figuran Paul McCartney, Maurice Gibb, Quincy Jones, Klaus Voormann y Elmer Bernstein, entre otros. «Night and Day», compuesta por Cole Porter y arreglada por Chico O'Farrill, fue la primera canción que Starr grabó para Sentimental Journey, en los estudios Abbey Road el 27 de junio de 1969. En noviembre del mismo año, Paul McCartney condujo una versión de «Stardust», a la que Starr añadió su voz el 14 de noviembre. El mismo día, George Martin, productor de The Beatles, comenzó a grabar «Dream», una canción popularizada por Pied Pipers en 1945 a la que añadió un arreglo orquestal en febrero de 1970. 
El 4 de diciembre de 1969, Oliver Nelson condujo una versión orquestal de «Blue, Turning Grey Over You», originalmente  un éxito de Louis Armstrong en 1930. Nelson grabó varias tomas de la canción al mismo tiempo que Starr añadía la voz para completar la grabación. Sin embargo, Starr sobregrabó una nueva versión vocal el 24 de febrero de 1970.
La canción «Sentimental Journey», popularizada por Doris Day, fue arreglada por Richard Perry, posterior colaborador de Starr y productor de Ringo (1973) y Goodnight Vienna (1974). La orquestación fue grabada en los Estados Unidos, por lo que Starr solo tuvo que sobreponer su voz a la grabación original en una sesión organizada en los Olympic Studios el 14 de enero de 1970. El mismo día, Starr también puso voz a «Love is a Many Splendoured Thing», cuya parte orquestal arreglada por Quincy Jones fue grabada en los Estados Unidos, con la contribución de Billy Preston al órgano. 
A comienzos de febrero, se grabaron las versiones orquestales de «Have I Told You Lately That I Love You?», «I'm a Fool to Care» y «Let The Rest of the World Go By» en diversos estudios de grabación. La parte orquestal de «Have I Told You Lately That I Love You?», un éxito de Bing Crosby en 1945, fue grabada el 9 de febrero en los Estados Unidos y enviada a Inglaterra, donde Starr añadió su voz. Dos días después, una versión de «I'm a Fool to Care» fue grabada en los estudios Abbey Road con una orquesta de quince músicos conducida por Klaus Voormann. El 12 de febrero, Les Reed grabó en los mismos estudios una versión de «Let The Rest of the World Go By», de la película When Irish Eyes Are Smiling.
«Whispering Grass (Don't Tell the Trees)» fue grabada en los Morgan Studios el 5 de marzo con una orquesta de 36 músicos dirigida por Ron Goodwin. La misma orquesta grabó la pista básica de «Bye Bye Blackbird» bajo la dirección de Maurice Gibb, de The Bee Gees. La canción fue posteriormente versionada por Paul McCartney en el álbum Kisses on the Bottom (2012).
Durante la grabación de Sentimental Journey, el 18 de febrero, Starr también grabó «It Don't Come Easy» con el título provisional de «Gotta Pay Your Dues». La sesión contó con la producción de Martin y la colaboración de George Harrison en la guitarra, Klaus Voorman en el bajo y Stephen Stills en el piano. «It Don't Come Easy» fue regrabada en 1971 y publicada como primer sencillo en solitario de Ringo, con la canción «Early 1970» como cara B, con la primera versión grabada durante las sesiones de Sentimental Journey aun inédita.

## Recepción
Sentimental Journey fue publicado el 27 de marzo de 1970 en Reino Unido y un mes más tarde, el 24 de abril, en Estados Unidos. La publicación en Estados Unidos fue retrasada para evitar que su publicación coincidiese con la aparición en el mercado de Let It Be y de McCartney, el álbum debut de Paul, programado para publicarse el 17 de abril. 
Tras su publicación, Sentimental Journey obtuvo reseñas generalmente imparciales. Algunas de ellas, como la reseña de Andy Gray para el diario New Musical Express, valoraron el álbum de forma positiva y comentaron: «Las canciones están hechas a prueba de incendio y pronostico buenas ventas para este álbum». El crítico musical Robert Christgau le otorgó una valoración de C- y comentó sobre el álbum: «Para cincuentones y ringomaníacos: los informes que comentan que Ringo hizo esta colección de clásicos para su madre son obviamente ciertos».
Para su promoción, Ringo grabó un videoclip promocional de la canción «Sentimental Journey» en el programa Talk Of The Town el 15 de marzo de 1970. El video, dirigido  por Neil Aspinall y producido por John Gilbert, incluye a Ringo cantando y bailando la canción ante varios bailarines vestidos con esmoquin blanco, y fue estrenado en el Reino Unido en el programa de la BBC Frost On Sunday, y en Estados Unidos en el programa Ed Sullivan Show el 17 de mayo. El videoclip fue recuperado y publicado en el álbum recopilatorio de 2007 Photograph: The Very Best of Ringo.

## Portada
La portada de Sentimental Journey muestra a Ringo enfrente del local Empress Pub de Liverpool, Inglaterra, localizado cerca del lugar donde nació, en Madryn Street, y de la casa donde creció, en Admiral Grove, e incluye fotografías recortadas de familiares del músico en las ventanas del edificio. La fotografía fue tomada por Richard Polak.

## Lista de canciones
| Cara A |                                           |                 |                                  |          |  |
| N.º    | Título                                    | Música          | Escritor(es)                     | Duración |  |
| 1.     | «Sentimental Journey»                     | Richard Perry   | Bud Green/Les Brown/Ben Homer    | 3:26     |  |
| 2.     | «Night And Day»                           | Chico O'Farrill | Cole Porter                      | 2:25     |  |
| 3.     | «Whispering Pines (Don't Tell The Trees)» | Ron Goodwin     | Fred Fisher/Doris Fisher         | 2:37     |  |
| 4.     | «Bye Bye Blackbird»                       | Maurice Gibb    | Mort Dixon/Ray Henderson         | 2:11     |  |
| 5.     | «I'm a Fool to Care»                      | Klaus Voormann  | Ted Daffan                       | 2:39     |  |
| 6.     | «Stardust»                                | Paul McCartney  | Hoagy Carmichael/Mitchell Parish | 3:22     |  |

| Cara B |                                           |                 |                            |          |  |
| N.º    | Título                                    | Música          | Escritor(es)               | Duración |  |
| 7.     | «Blue, Turning Grey Over You»             | Oliver Nelson   | Andy Razaf/Fats Waller     | 3:19     |  |
| 8.     | «Love Is A Many Splendored Thing»         | Quincy Jones    | Sammy Fain/Paul Webster    | 3:05     |  |
| 9.     | «Dream»                                   | George Martin   | Johnny Mercer              | 2:42     |  |
| 10.    | «You Always Hurt The One You Love»        | John Dankworth  | Allan Roberts/Doris Fisher | 2:20     |  |
| 11.    | «Have I Told You Lately That I Love You?» | Elmer Bernstein | Scott Wiseman              | 2:44     |  |
| 12.    | «Let The Rest Of The World Go By»         | Les Reed        | Ernest Ball/Karen Brennan  | 2:55     |  |

## Posición en listas
| País           | Lista                       | Posición |
| -------------- | --------------------------- | -------- |
| Alemania       | Media Control Albums Charts | 28       |
| Australia      | ARIA Albums Chart           | 15       |
| Canadá         | RPM Albums Chart            | 42       |
| Estados Unidos | Billboard 200               | 22       |
| Italia         | IFPI Italia                 | 66       |
| Japón          | Oricon LP Chart             | 59       |
| Reino Unido    | UK Albums Chart             | 7        |